# OZ Onafhankelijk Ziekenfonds
OZ was een Belgisch ziekenfonds actief in het Vlaams en Nederlandstalig Brussels gewest. Het ontstond in 2001 door de fusie van het Vlaams Onafhankelijk Ziekenfonds Brugge en het Onafhankelijk Ziekenfonds Antwerpen en had het ziekenfondsnummer 501. OZ fuseerde in 2022 met Partena tot Helan. Het behoorde tot de Landsbond van Onafhankelijke Ziekenfondsen.

## Geschiedenis
OZ werd op 1 januari 2001 gevormd door de fusie van het Vlaams Onafhankelijk Ziekenfonds Brugge en het Onafhankelijk Ziekenfonds Antwerpen. Op 1 januari 2022 werden OZ en Partena Ziekenfonds samen Helan.

### Vlaams Onafhankelijk Ziekenfonds Brugge
De oudste afdeling van dit ziekenfonds werd opgericht in 1897 door het politiepersoneel van Oostende. Eind jaren 20 groeide ook uit het toenmalige Kortrijks textielpatroonsverbond een ziekenfondsafdeling. Daarna werden er afdelingen opgericht in Bredene (‘Ebes’-centrale), Nieuwpoort (Littofabrieken) en Zeebrugge (cokesfabriek). Na de Tweede Wereldoorlog werd de sociale zekerheid verplicht voor alle loontrekkenden en werd er vanuit de Brugse kamer voor handel en nijverheid een eigen ziekenfonds opgericht, als antwoord op de christelijke en socialistische initiatieven. In 1987 stapte de ziekenfondsafdeling van het Vlaams Economisch Verbond over naar het VOZB.

### Onafhankelijk Ziekenfonds Antwerpen
Het Onafhankelijk Ziekenfonds Antwerpen werd in 1927 opgericht onder de benaming 'Federatie der Beroepsmutualiteiten Arbeiderssteun en Pensioenkassen der Gemengde Vakken'. Het bestond uit afdelingen die ontstaan waren uit een aantal beroepsgroeperingen (onderwijzend personeel, politie …) en een aantal afdelingen opgericht in bedrijven (Metallurgie, Esso, Bell Telephone, CMB, Electrabel ...).